# Carlos Rodrigues (ator)
Carlos Rodrigues, também conhecido por Manuel Bola (Setúbal, 3 de setembro de 1944 – Setúbal, 11 de dezembro de 2016), foi um actor português.
Carlos Rodrigues fez parte do elenco residente do Teatro Animação de Setúbal (TAS).
Morreu a 11 de dezembro de 2016, em Setúbal, seis dias após ter tido alta do Hospital de S. Bernardo, onde realizou uma cirurgia aos intestinos e onde chegou a estar internado na unidade de cuidados intensivos.

## Prémios
- 1977 — Melhor Actor Ibérico, atribuído pelo III Festival de Cinema Ibérico[3]

## Televisão
- Tragédia da Rua Flores RTP 1981 como Fonseca
- A Senhora Ministra RTP 1981
- Gente Fina É Outra Coisa RTP 1982 como Cristóvão
- Fim de Século RTP 1984 como Sebastião
- Palavras Cruzadas RTP 1987 como paciente de Luís
- Os Homens da Segurança RTP 1988 como Dr. Pereira
- Rosa Negra RTP 1992
- Filumena Marturano RTP 1993
- A Banqueira do Povo RTP 1993 como médico
- Nico D'Obra RTP 1995 como bombeiro chefe
- Roseira Brava RTP 1996 como Augusto
- Nós os Ricos RTP 1996
- Cuidado Com o Fantasma SIC 1997
- Camilo na Prisão SIC 1998 como Lopes
- Bom Baião SIC 1998
- Os Lobos RTP 1998/1999 como Lérias
- Um Sarilho Chamado Marina SIC 1999
- A Loja do Camilo SIC 2000
- Capitão Roby SIC 2000
- O Fura-Vidas SIC 2000
- Jardins Proibidos TVI 2000/2001 como Graxas
- A Minha Família É Uma Animação SIC 2001
- Filha do Mar TVI 2001/2002 como Olegário Febras
- Super Pai TVI 2002 como dono da pensão
- Tudo por Amor TVI 2003 como Vítor
- Maré Alta SIC 2004 como passageiro
- Inspector Max TVI 2004/2005 como mendigo/bombeiro
- Camilo em Sarilhos SIC 2005 como Faustino
- Bocage RTP 2006
- Floribella SIC 2007
- Chiquititas SIC 2008 como Padre Jacinto
- A Minha Família RTP 2009 como recepcionista
- Liberdade 21 RTP 2011
- A Família Mata SIC 2011 como Manuel
- Velhos Amigos RTP 2011/2012 como Armando

## Teatro (noTAS)
- Zé Pimpão, João Mandão e os Sapatos Feitos à Mão 1978
- Tu Não Conheces a Música? 1979
- O Julgamento do Lobo 1979
- O Jogo do Amor e do Acaso 1979
- O Casamento da Condessa da Amieira 1979

## Filmografia
- Os Verdes Anos (1963)
- Adeus, Pai (1996)
- O Fascínio (2003)